# Ross Poldark
Ross Poldark è il primo dei dodici romanzi della serie Poldark scritta da Winston Graham. È stato pubblicato nel 1945.

## Trama

### Prologo
Nel febbraio 1783, Joshua Poldark, sentendosi avvicinare il momento della propria morte, manda a chiamare suo fratello Charles Poldark e gli dice di essere preoccupato di non riuscire a vivere abbastanza a lungo per vedere il figlio Ross tornare a casa dall'America.

### Libro Primo
Ottobre 1783 - Aprile 1785
Ross Poldark torna in Cornovaglia dopo aver prestato servizio con l'esercito britannico nella Guerra d'indipendenza americana. La guerra lo ha lasciato con una prominente cicatrice sul volto ed una marcata zoppia. Quando torna, scopre che suo padre è morto e che la donna che amava, Elizabeth Chynoweth, è ora fidanzata con suo cugino, Francis Poldark. Tornato a Nampara, la sua casa di famiglia, la trova in pessime condizioni e chiede ai servi Jud e Prudie Paynter di aiutarlo a riparare la proprietà. 
Elizabeth e Francis finiscono con lo sposarsi e Ross, che ancora prova qualcosa per la donna, tende ad isolarsi sempre più. Riesce ad uscire dal suo stato solo grazie all'aiuto e all'amicizia della cugina Verity, sorella di Francis. In seguito Ross porta Verity Poldark ad un ballo, dove la giovane conosce il capitano Andrew Blamey. Quando Elizabeth e Francis si presentarono al ballo anche se non avevano programmato di recarvisi, Ross decide di andarsene.
Ross e Jud si recano alla Fiera di Redruth, dove Ross interviene in aiuto di un adolescente picchiato da un gruppo di persone. Dopo avergli salvato la vita l'uomo scopre che quello che pensava un ragazzo è in realtà una ragazza di 13 anni di nome Demelza Carne. Scoperto che il padre è un minatore che beve molto e che la picchia, decide di portarsela a casa e di darle un lavoro come domestica.
Ross si reca a Trenwith per parlare con Charles. Invece trova Elizabeth e hanno una discussione. Tornato a casa Ross vi trova Tom Carne, il padre di Demelza, che insieme ad alcuni amici vi si è recato in cerca della figlia. I due hanno una discussione che degenera in una rissa, ma poi Tom se ne torna a casa da solo.
Verity è intenzionata a rivedere il capitano Blamey, ma la sua famiglia, che ha scoperto che l'uomo ha un passato violento e ha accidentalmente ucciso la moglie incinta, le proibisce di rivederlo. Ross acconsente che la cugina si veda in segreto con Blamey a Nampara. 
In seguito Ross aiutato un minatore Zacky Martin ad organizzare il matrimonio di Jim Carter e della sua ragazza incinta, Jinny Martin, e concede loro un cottage.
Charles e Francis, scoperto che Verity si vede col capitano Blamey, si precipitano a Nampara. Francis sfida Blamey a duello e resta ferito al collo mentre Blamey alla mano. Blamey decide, seppur a malincuore, di andarsene via troncando il rapporto con Verity. 
Tempo dopo Elizabeth dà alla luce un bambino, Geoffrey Charles Poldark. Durante la festa di battesimo del piccolo, Charles ha avuto un attacco di cuore e Ross sente un gruppo di donne affermare che la gente pensa che lui si stia approfittando di Demelza. 
Jinny ha dato alla luce un bambino, Benjamin Carter. Una notte, mentre Jim è a caccia di frodo, Jinny e il bambino vengono aggrediti da Reuben Clemmow, che in passato aveva dimostrato interesse per la donna. I due sopravvivono, ma il piccolo Benjamin rimane con una cicatrice sul viso.

### Libro Secondo
Aprile - Maggio 1787 
Horace Treneglos, il signor Renfrew, il dottor Choake, il capitano Henshawe, il signor Nathaniel Pearce vengono invitati da Ross a Nampara per discutere dei lavori alla Wheal Leisure e per decidere quanto investire in quell'impresa.
Jim Carter viene scoperto mentre sta cacciando di frodo e arrestato. Nonostante Ross parli in suo favore durante il processo, il giovane viene condannato a due anni di prigione. 
Dopo aver sentito i pettegolezzi che vogliono la figlia come l'amante di Ross, il padre di Demelza, che nel frattempo ha smesso di bere e si è risposato, si reca a Nampara per convincere la figlia a tornare a casa. Demelza prende tempo affermando che essendo stata assunta per un anno di lavoro deve prima chiedere il permesso al suo padrone. Tom Carne se ne va affermando di aspettare che lei torni a casa entro fine settimana.
Tornato a casa dopo la condanna di Jim, Ross trova Demelza con indosso un vestito appartenuto a sua madre, Grace Poldark. L'uomo va su tutte le furie e litiga con la ragazza. Successivamente le chiede scusa e finisce per baciarla. Temendo che tra i due possa nascere qualcosa, l'uomo le dice di ritirarsi nella sua camera. Demelza però lo raggiunge nella sua stanza da letto per chiedergli aiuto per slacciare il vestito. Ross la bacia di nuovo e lei gli confessa che aveva mentito sul bisogno di aiuto... tra i due nasce l'amore.

### Libro Terzo
Giugno - Dicembre 1787 
Ross e Demelza si sposano il 24 giugno 1787 alla presenza dei soli testimoni necessari.
Charles Poldark muore a settembre.
Demelza assume Jinny come domestica a Nampara.
Ross, preoccupato per lo stato di salute di Verity, la invita a trascorrere del tempo con lui e la moglie a Nampara. Demelza è inizialmente spaventata per la visita di Verity, temendo di non riuscire a farle buona impressione. Tra le due però nasce fin da subito una bella amicizia. Durante il periodo di permanenza di Verity a casa loro, Demelza si fa raccontare da Ross la storia dell'amore tormentato della cugina con il capitano Blamey. Il primo mercoledì di ottobre, Demelza e Verity si recano a Truro per fare compere e durante la strada di ritorno Demelza confessa a Verity di essere incinta.
Ross e Demelza vengono invitati a Trenwith per Natale.

### Personaggi principali
Ross Poldark, è il protagonista del romanzo. È il 1783 e Poldark torna in Cornovaglia dopo aver prestato servizio con l'esercito britannico nella guerra d'indipendenza americana. La guerra gli ha lasciato una cicatrice prominente sul viso e una pronunciata zoppia. Quando torna, scopre che suo padre è morto, la sua casa di famiglia è caduta in rovina, i servi alcolisti stanno svendendo gli oggetti della casa e la donna che ama è fidanzata e sta per sposare suo cugino Francis. Il personaggio di Poldark è presente in tutto il romanzo in una serie di sotto trame e intrecci che coinvolgono i suoi parenti, le donne con cui ha avventure romantiche, la nobiltà locale, servi, inquilini, minatori, bracconieri ecc. Poldark difende i poveri e tenta di proteggere i vulnerabili. Sebbene in virtù della sua nascita e della proprietà terriera, sia un membro della piccola nobiltà, i suoi atteggiamenti nei confronti della giustizia generalmente sono in contrasto con quelli dei suoi coetanei. Senza preoccuparsi della sua posizione sociale, sposa la figlia di un minatore impoverito che ha assunto come domestica di cucina. È concentrato sulla ricostruzione della sua fattoria e sulla riapertura della miniera di stagno di famiglia, in parte per migliorare le condizioni di vita dei suoi inquilini e delle famiglie locali che dipendono dal lavoro nella miniera per il loro reddito.
Joshua Poldark, è il padre di Ross, sentendosi avvicinare il momento della propria morte, manda a chiamare suo fratello Charles dicendogli di essere preoccupato di non riuscire a vivere abbastanza a lungo per vedere il figlio Ross tornare a casa dall'America.
Charles Poldark, zio di Ross. Charles era il fratello maggiore del padre di Ross, Joshua, e quindi alla morte di questo ereditò Trenwith House e Grambler. Viene colpito da un attacco di cuore il giorno in cui suo nipote Geoffrey Charles viene battezzato. Si oppone e agisce contro la storia d'amore tra sua figlia, Verity, e il capitano Andrew Blamey. Muore nel 1787.
Francis Poldark, Il cugino di Ross, figlio di Charles e fratello di Verity. Sposa Elizabeth Chynoweth ed è il padre di Geoffrey Charles. Diversi anni dopo il matrimonio, Elizabeth rivela a Ross che sotto l'influenza di George Warleggan, Francis gioca d'azzardo e perde ingenti somme di denaro. Elizabeth chiede a Ross di intervenire e parlare con Francis. Successivamente Elizabeth chiede nuovamente a Ross di intervenire indagando sulle voci che ha sentito secondo cui Francis frequenta un'altra donna.
Reverendo William Alfred Johns, cugino di Ross, Verity e Francis, che appare molto spesso a cena a Trenwith e che viene considerato la coscienza della famiglia, in virtù della carica ricoperta.
Jud e Prudie Paynter, servitori di famiglia. I Paynter imizialmente si risentono per la scelta di Ross di portare loro un ulteriore aiuto domestico sotto forma di Demelza Carne. Prudie apprezza Demelza mentre Jud è quasi immancabilmente ritratto mentre beve molto.
Elizabeth Chynoweth, il primo amore di Ross, sposa Francis Poldark e dà alla luce Geoffrey Charles. Il matrimonio diventa sempre più infelice nel corso del romanzo, perché Francis scommette denaro al gioco e le è infedele. Elisabetta è descritta come dotata di una fragile bellezza. Ha diversi attacchi prolungati di cattiva salute.
Demelza Carne. Dopo aver visto il padre ubriaco che la picchiava alla Fiera di Redruth, Poldark la porta con sé e l'assume come domestica di cucina. Lei ha tredici anni. Un cane randagio, Garrick, la accompagna. Demelza viene ritratta come spensierata, allegra, laboriosa e pratica, ama portare fiori freschi in casa. Quando Demelza compie 17 anni, suo padre le fa visita e le dice che si aspetta che torni a casa per aiutare la sua nuova moglie che aspetta un bambino. Ma la ragazza è infatuata di Ross e anche se lui sembra non ricambiare il sentimento (l'uomo è ancora innamorato di Elizabeth), la sposa. Demelza fa amicizia con Verity durante un soggiorno di diverse settimane a Nampara; Verity non gode di buona salute e Ross ne è preoccupato. Demelza e Ross vengono successivamente invitati a Trenwith per Natale; gli ospiti sono affascinati dal suo canto, la giovane è incinta, ma Ross non lo sa ancora.
Tom Carne, padre di Demelza e vedovo. Ha sei figli. L'uomo si oppone fermamente al fatto che sua figlia prenda posto come domestica di cucina nella casa di Ross, credendo che la ragazza sia stata sedotta o ingannata e tenta di farla ritornare a casa sua.
Jim Carter e Jinny Martin, sono una giovane coppia a cui Ross concede una casa a Mellin e un lavoro a Nampara. Prima del loro matrimonio, Jinny aveva attirato l'interesse di Reuben Clemmow, con cui Ross interviene chiedendogli di lasciare Mellin. Dopo che Jim e Jinny hanno avuto il loro primo figlio, la salute di Jim peggiora e lui inizia a fare il bracconaggio. Una notte, mentre l'uomo è assente, riappare Reuben Clemmow che cerca di sedurre la donna, nell'alterco Reuben muore accoltellato. Jim viene successivamente arrestato per bracconaggio, Ross ne prende le difese e l'uomo viene condannato a una pena ridotta. Jinny viene assunta da Ross e Demelza Poldark per lavorare a Nampara mentre Jim è in prigione.
Reuben Clemmow, è un inquilino della tenuta di Nampara che vuole sedurre Jinny. Muore mentre attacca con un coltello Jinny e il suo bambino.
George Warleggan, è il nipote di un fabbro di campagna. È il figlio di Nicholas e Mary Warleggan. Nicholas diventa ricco grazie alla costruzione di una fonderia a Truro. George viene presentato al matrimonio di Francis ed Elizabeth come uno che sarebbe diventato famoso negli ambienti minerari e bancari. Cresce vicino a Francis ed Elizabeth che visitano spesso la sua casa. Francis viene indotto al gioco d'azzardo da George e alla fine del romanzo, Francis deve a George un importo pari alla metà del valore del suo patrimonio.
Capitano Andrew Blamey, si innamora, ricambiato, di Verity Poldark. In precedenza era sposato e alcolizzato. La sua prima moglie è morta per causa sua quando era ubriaco e la famiglia di Verity, saputo ciò, proibiscono alla figlia di vederlo. Verity chiede a Ross di aiutarla per incontrarsi con Blamey a Nampara. Francis, venuto a conoscenza di ciò sfida a duello Blamey, rimanendo ferito in modo non grave. Verity rinuncia allora a incontrarsi con Blamey e torna alla sua vita depressa a Trenwith, ancora molto innamorata di Blamey.

## Curiosità
Nell'albero genealogico dei Poldark disegnato da Winston Graham, la morte di Charles Poldark viene riportata come avvenuta nell'anno 1786. Nel libro, tuttavia, questa ha luogo nel settembre 1787.

## Adattamenti
- Poldark, serie televisiva britannica, prodotta dal 1975 al 1977 dalla BBC.
- Poldark, serie televisiva britannica, prodotta dal 2015 al 2019 BBC One

## Edizioni
- 2016 - Sonzogno
- 2020 - Marsilio Editori (collana "Universale economica Feltrinelli")